# Erwin F. Evert
Erwin F. Evert (13 de febrero de 1940-17 de junio de 2010) fue un botánico estadounidense. Desarrolló actividades naturalistas como botánico autodidacta. Descubrió cinco nuevas especies de la familia Apiaceae, para la ciencia, de Wyoming.
Por cierto, en 1984, Erwin fue uno de los tres autores de un artículo en "Arctic & Alpine Research" titulado "Descripción del único conocido helecho Palsa en los Estados Unidos."
Su deceso, fue incluso en el desarrollo de una expedición botánica, cuando sufrió un fatal encuentro con un oso pardo; a lo largo de Kitty Creek en el Parque nacional Shoshone, en Wyoming. Su residencia habitual en esos años era Park Ridge, Illinois.

## Algunas publicaciones

### Libros
- 2010. Vascular plants of the greater Yellowstone area: annotated catalog and atlas. 751 pp.

- 1985. Wyoming natural area needs workshop proceedings. Ed. Nature Conservancy. 166 pp.

## Honores

### Epónimos
- (Apiaceae) Cymopterus evertii R.L.Hartm. & R.S.Kirkp.[1]

- La abreviatura «Evert» se emplea para indicar a Erwin F. Evert como autoridad en la descripción y clasificación científica de los vegetales.[2]